# Gehoornde pofadder
De gehoornde pofadder (Bitis caudalis) is een giftige slang uit de familie Viperidae (adders). 

## Naam en indeling
De wetenschappelijke naam van de soort werd voor het eerst voorgesteld door Andrew Smith in 1839. Oorspronkelijk werd de wetenschappelijke naam Vipera (Cerastes) caudalis gebruikt.

## Uiterlijke kenmerken
Het lichaam is afgeplat, de slang bereikt een lichaamslengte van ongeveer 30 tot 40 centimeter, uitschieters kunnen tot 50 centimeter lang worden. De kop is duidelijk te onderscheiden van het lichaam door de aanwezigheid van een insnoering. De ogen zijn relatief groot en hebben een verticale pupil. Boven elk oog bevindt zich een enkele hoornschub, maar deze kan ook ontbreken. 
De slang heeft 25 tot 29 rijen schubben in de lengte op het midden van het lichaam die ster gekeild zijn. Aan de onderzijde zijn 120 tot 155 schubben gelegen en onder de staart zijn 16 tot 40 staartschubben aanwezig. De anaalschub is enkelvoudig. Deze terrestrische slang heeft meerdere kleurvariaties, zoals grijs, bruin, rood of oranje.

## Leefwijze
De gehoornde pofadder lokt zijn prooien door met zijn staart te kronkelen waardoor deze op een worm lijkt en insecteneters aantrekt. Deze worden vervolgens buitgemaakt. De adder jaagt meestal ’s avonds want op het menu staan voornamelijk nachtactieve hagedissen zoals gekko's. De vrouwtjes zetten geen eieren af maar zijn eierlevendbarend, de jongen komen levend ter wereld. Ze zijn bij hun geboorte zo'n 13 tot 14 centimeter lang.

## Verspreidingsgebied
Deze soort komt voor in delen van zuidelijk Afrika en leeft in de landen Angola, Botswana, Namibië, Zambia, Zimbabwe en Zuid-Afrika.